# Gare de Saint-Léonard
Gare de Saint-Léonard vasútállomás Franciaországban, Saint-Léonard településen.

## Vasútvonalak
Az állomást az alábbi vasútvonalak érintik:
- Arches-Saint-Dié-vasútvonal

## Kapcsolódó állomások
A vasútállomáshoz az alábbi állomások vannak a legközelebb:
- Gare de Corcieux-Vanémont